# Exocentrus adspersus
Exocentrus adspersus là một loài bọ cánh cứng trong họ Cerambycidae.